# Les Angles, Pyrénées-Orientales
Les Angles (în catalană Els Angles) este o comună în departamentul Pyrénées-Orientales din sudul Franței. În 2009 avea o populație de 564 de locuitori.

## Evoluția populației
| An        | 1975 | 1982 | 1990 | 1999 | 2006 | 2009 |
| --------- | ---- | ---- | ---- | ---- | ---- | ---- |
| Populație | 351  | 475  | 528  | 590  | 568  | 564  |